# Microcambeva barbata
Microcambeva barbata é um peixe siluriforme endêmico do sudeste do Brasil, sendo encontrado nas drenagens costeiras do Rio de Janeiro e Espírito Santo. Pertence à família dos tricomicterídeos (Trichomycteridae). O maior comprimento relatado foi de um macho de 2,6 centímetros. Em 2005, foi classificada como vulnerável na Lista de Espécies da Fauna Ameaçadas do Espírito Santo; e em 2018, como quase ameaçado em perigo na Lista Vermelha do Livro Vermelho da Fauna Brasileira Ameaçada de Extinção do Instituto Chico Mendes de Conservação da Biodiversidade (ICMBio).